# Černomořská sovětská republika
Černomořská sovětská republika byla součástí Ruské sovětské federativní socialistické republiky. Vznikla na území Černomořské gubernie v březnu 1918. Hlavním městem byl Novorossijsk. 30. května stejného roku byla začleněna do Kubáňsko-Černomořské sovětské republiky, čímž formálně zanikla.